# Miriam Cani

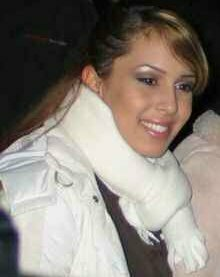
Miriam Cani im März 2005

Miriam Cani (* 30. Mai 1985 in Elbasan, Albanien) ist eine deutsche Sängerin und TV-Moderatorin. Sie war Mitglied der Pop-Girlgroup Preluders.

## Leben
Im Alter von fünf Jahren wanderte sie mit ihren Eltern und ihrem jüngeren Bruder Silvi aus Albanien ins deutsche Heidelberg aus. Dort ging sie in die Schule, die sie aufgrund der Teilnahme an der deutschen Castingshow Popstars nach der zehnten Klasse abbrach. In ihrer Freizeit nahm sie Gesangsunterricht und spielte Theater. Cani machte erste Moderationserfahrungen 1993 in der deutschen Sendung Interaktiv. Im Alter von 15 Jahren gewann sie einen Workshop an der Stage School Hamburg, der auf Musicals spezialisiert war.
Sie wohnte bis 2005 in Heidelberg und zog später mit ihrer Familie nach München. Seit 2011 wohnt sie in der albanischen Hauptstadt Tirana.
Cani ist seit Mai 2019 mit dem albanischen Sänger Alban Skenderaj verheiratet.

## Karriere
Im Jahr 2003 nahm Cani an der deutschen Castingshow Popstars teil und wurde Mitglied der Girlgroup Preluders, die im Finale der Boygroup Overground unterlag. Ihr Song Losing my religion wurde in der ersten Woche mehr als 680.000-mal verkauft. Ihr erstes Album Girls in the house stieg in der ersten Woche auf Platz zwei der deutschen Charts und nachdem die Band über 180.000 Exemplare verkauft hatten, starteten sie eine große Tour durch Deutschland, Österreich und durch die Schweiz. 2005 gewann die Band den Jetix Kids Award mit mehr als einer Million Stimmen. Im selben Jahr unterschrieb die Band einen Vertrag mit der bekannten Haarkosmetik-Marke Schwarzkopf und brachte den Werbesong Colour your life heraus.
Nach der Auflösung der Band im Jahre 2006 ergatterte sie die Hauptrolle des Musicals Chicago.
Cani moderierte im Dezember 2009 in Tirana die traditionelle Sendung Festivali i Këngës, den nationalen Vorentscheidungswettbewerb für den Eurovision Song Contest. Sie selbst nahm im nächsten Jahr zusammen mit dem Sänger Alban Skënderaj an diesem Gesangsfestival mit dem Lied Ende ka Shpresë (deutsch: ‚Es gibt noch Hoffnung‘) teil, sie konnten sich jedoch gegen Aurela Gaçe nicht durchsetzen und belegten den zweiten Platz.
Von Oktober 2011 bis Januar 2013 saß sie während zweier Staffeln als Jurorin in der albanischen Version von The Voice.

## Diskografie

### Singles
- 2006: Don’t Surrender / Mos U Dorëzo (mit Alketa Vejsiu)
- 2009: Let Me Die with You (mit Alban Skenderaj)
- 2010: Ende Ka Shpresë / Somebody Hurts (mit Alban Skenderaj)
- 2010: Mos Më Ndal
- 2012: Përgjithmonë
- 2013: Ti se di perse
- 2013: I Paprekshëm
- 2013: Labirint
- 2014: Shiu Im
- 2014: Bring the Rain
- 2017: Meteor
- 2017: Dhurata / More Than A Song (mit Alban Skenderaj)
- 2018: Në parajsë
- 2019: Duamë (mit Alban Skenderaj)
- 2021: Zemer permbi Zemer (mit Alban Skenderaj)
- 2021: Sa shume te dua
- 2022: Nina Nana (Mimi's Lullaby)